# Beziehungen zwischen Thailand und den Vereinigten Staaten

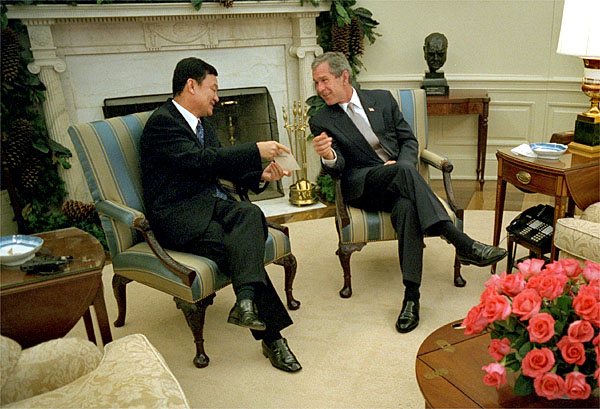
Thaksin Shinawatra mit George W. Bush im Weißen Haus (2001)

Die Beziehungen zwischen Thailand und den Vereinigten Staaten sind das zwischenstaatliche Verhältnis zwischen Thailand und den Vereinigten Staaten von Amerika (USA). Beide Staaten unterhalten enge diplomatische, wirtschaftliche und kulturelle Beziehungen. Vom Congressional Research Service wurde Thailand 2023 als „langjähriger militärischer Verbündeter“ der USA bezeichnet.
Der erste dokumentierte Kontakt zwischen Thailand (damals Siam) und den Vereinigten Staaten fand 1818 statt, als ein amerikanischer Schiffskapitän das Land besuchte und einen Brief von Präsident James Monroe überreichte. Beide Staaten unterzeichneten 1833 einen gegenseitigen Vertrag über Handel und Freundschaft (Treaty of Amity and Commerce), der 1836 in Bangkok ratifiziert wurde. Thailand wurde damit die erste asiatische Nation, die ein formelles diplomatisches Abkommen mit den Vereinigten Staaten abschloss, noch vor Japan und dem Kaiserreich China. Konsularische Beziehungen wurden 1856 etabliert, als die USA John Hassett Chandler als Konsul nach Thailand entsendeten. Die Beziehungen blieben in der Folgezeit freundschaftlich. In den 1940er Jahren überfiel jedoch die kaiserliche japanische Armee Thailand und Malaya. Thailand widersetzte sich der Landung auf seinem Territorium etwa 5 bis 8 Stunden lang; dann unterzeichnete es einen Waffenstillstand und einen Freundschaftsvertrag mit Japan und erklärte später dem Vereinigten Königreich und den USA den Krieg.
1954 trat Thailand der Southeast Asia Treaty Organization (SEATO) bei und wurde so zu einem aktiven Verbündeten der USA im Kalten Krieg in Asien. 1962 kam das Rusk-Thanat-Abkommen zustande, in dem die USA versprachen, Thailand zu verteidigen und sein Militär zu unterstützen. Den USA wurde auch die Stationierung US-amerikanischer Truppen in Thailand erlaubt. Während des Vietnamkriegs spielte Thailand eine wichtige Rolle als Aufmarschgebiet für die Amerikaner. Die Zehntausenden US-Soldaten, die am Golf von Thailand stationiert wurden und hier ihren Urlaub waren, trugen zum Aufkommen des Sextourismus in Thailand in Städten wie Phuket bei. Thailand unterstütze auch den Krieg gegen den Terror der Regierung von George W. Bush und erlaubt die Nutzung des Flugplatzes U-Tapao für Einsätze der US-Streitkräfte in Afghanistan und Irak. Die CIA soll in Thailand während des Kriegs gegen den Terror geheime Foltergefängnisse, sogenannte Black Sites betrieben haben, was die thailändische Regierung abstritt. Im Dezember 2003 wurde Thailand von den USA zu einem Major non-NATO ally erklärt, was dem Land einen bevorzugten Zugriff aus US-Waffen verschafft.
Die Unterzeichnung eines Freihandelsabkommens scheiterte im Jahr 2004, was die Beziehungen negativ beeinflusste. Am 22. Mai 2014 putschten die Königlich Thailändischen Streitkräfte unter der Führung von General Prayut Chan-o-cha, dem Befehlshaber der Königlich Thailändischen Armee (RTA), nach einer sechsmonatigen politischen Krise gegen die geschäftsführende Regierung Thailands. US-Außenminister John Kerry verurteilte in einer Erklärung den Staatsstreich und erklärte, er sei „enttäuscht“ über die Entscheidung der Armee und kündigte negative Folgen für die bilateralen Beziehungen beider Staaten an. Die Regierung von Chan-o-cha wendete sich in der Folgezeit stärker der Volksrepublik China zu, auch wenn die Joint US Military Advisory Group Thailand im Land verblieb. So importierte Thailand nach dem Militärputsch chinesische Rüstungsgüter und vereinbarte militärische Übungen mit der Volksrepublik.
Der Handel der USA mit Thailand mit Waren und Dienstleistungen belief sich im Jahr 2022 auf schätzungsweise 79,1 Milliarden US-Dollar. Die Exporte der USA beliefen sich auf 18,6 Mrd. Dollar und die Importe auf 60,5 Mrd. Dollar. Zahlreiche US-Unternehmen haben in Thailand investiert, besonders im Bereich Elektrotechnik, wo Thailand ein wichtiger Produktionsstandort in Asien für US-Unternehmen geworden ist. Knapp eine Million US-amerikanischer Touristen besuchten Thailand im Jahr 2023.
Die USA besitzen eine Botschaft in Bangkok, eine ihrer der größten überhaupt, und ein Konsulat in der nördlichen Stadt Chiang Mai. Thailand unterhält eine Botschaft in Washington, D.C., und Konsulate in New York City, Chicago und Los Angeles.